# Ahmad Agha Duzdar

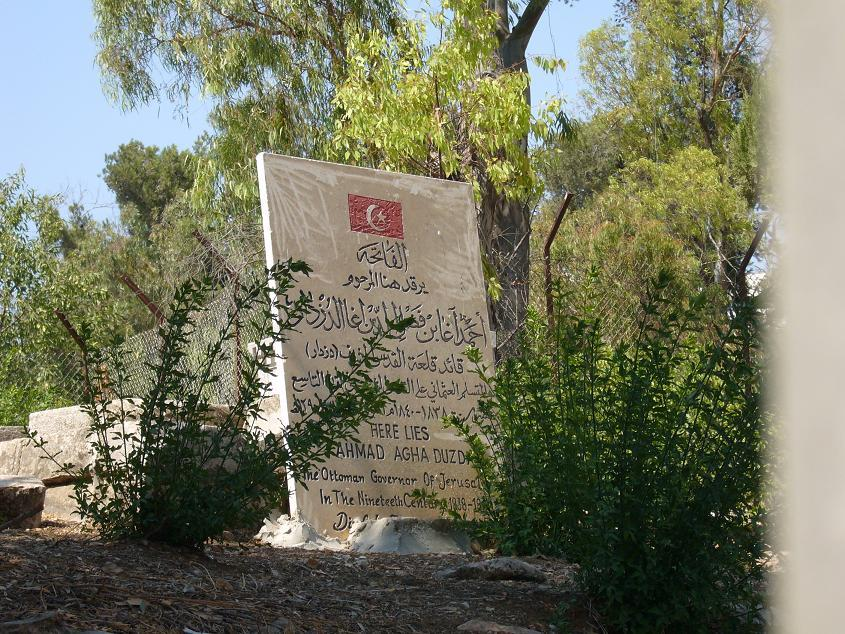
Hrob Ahmada Aghy Duzdara na hřbitově ve čtvrti Mamila v Jeruzalémě

Ahmad Agha Duzdar, celým jménem Ahmad Agha Fadhelaldin Agha al-Asali Duzdar byl palestinský arabský politik a starosta Jeruzaléma v osmanském období v letech 1838–1863.
Nešlo o starostenský post v pravém slova smyslu (samosprávu získalo město Jeruzalém až za jeho nástupce Abdelrahmana al-Dadžaniho). Jeho oficiální titul byl osmanský guvernér Jeruzaléma. Vyjednával s prvními židovskými politickými představiteli ve městě, včetně Mosese Montefiora. V roce 1840 podepsal petici Muhamada Šarifa, která vyzývala k tomu, aby „Židům nebylo umožněno provést dlažbu a aby jim bylo zapovězeno zvedat hlasy a vystavovat své knihy u Západní zdi.“ V roce 2005 turecká vláda provedla po konzultaci s náboženskou správou Wakf opravu jeho hrobu, který se nachází na jižním konci hřbitova ve čtvrti Mamila v Západním Jeruzalému.